# Беккер, Джордж Фердинанд
Джордж Фердинанд Беккер (англ. George Ferdinand Becker; 1847—1919) — американский горный инженер и геолог. 
Наиболее важная его деятельность связана с исследованиями рудных месторождений, особенно в западной части Соединенных Штатов. 

## Биография
Родился 5 января 1847 года в Нью-Йорке в семье Alexander Christian Becker и его жены Sarah Carey Tuckerman.
Окончил в 1868 году Гарвардский университет, учился в Гейдельбергском университете в Германии. Получил степень доктора философии (Ph.D.) в 1869 году, спустя два года сдал выпускной экзамен Королевской горной школы (Royal School of Mines) в Берлине. 
С 1875 по 1879 год Джордж Беккер был инструктором по горному делу и металлургии в Калифорнийском университете в Беркли. C 1879 года был связан с Геологической службой США, затем был назначен руководителем Калифорнийского отделения геологии (California division of geology). В 1880 году Беккер участвовал в Переписи населения США, в 1882 году был назначен специальным сотрудником, ответственным за исследования в промышленности драгоценных металлов.
Джордж Беккер являлся лидером в области горной геологии и геофизики и в течение многих лет был начальником отдела химических и физических исследований в Геологической службе Соединенных Штатов. Исследования под его руководством привели к созданию Геофизической лаборатории в Институте Карнеги в Вашингтоне.
В 1896 году Беккер обследовал золотые прииски Южной Африки, а во время Испано-американской войны был направлен служить геологом в штаб генерала Джорджа Белла на Филиппинские острова.
В 1914 году Джордж Беккер занимал пост президента Геологического общества Америки в 1914 году.
Умер 20 апреля 1919 года в Вашингтоне. Был похоронен в Кембридже, штат Массачусетс, на кладбище Mount Auburn Cemetery.